# Nouveau Parti (Serbie)
Pour les articles homonymes, voir Nouveau Parti.

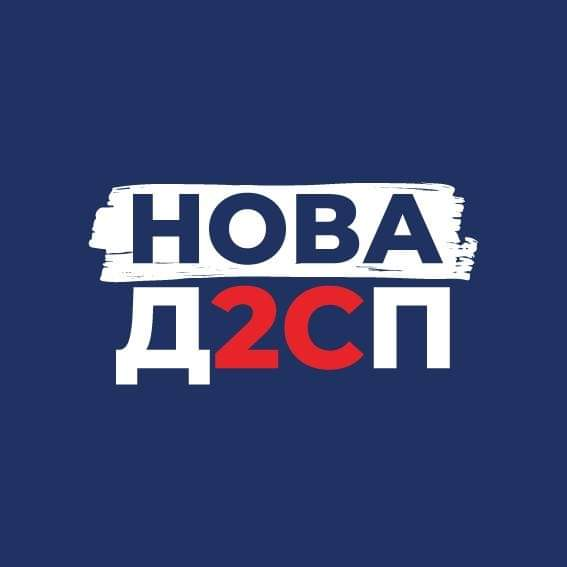
Logo du Nouveau Parti.

Le Nouveau Parti (en serbe : Нова странка / Nova stranka) est un parti politique serbe libéral dirigé par Zoran Živković, ancien Premier ministre de Serbie et ancien membre du Parti démocrate. Créé début 2013, le parti prône des liens étroits avec les puissances occidentales ainsi que l'intégration de la Serbie à l'Union européenne,.